# Drahičynský rajón
Drahičynský rajón (bělorusky Драгічынскі раён, ukrajinsky Драгичински рејон, rusky Дрогичинский район) je územně-správní jednotkou na jihu Brestské oblasti v Bělorusku. Administrativním centrem rajónu je město Drahičyn (bělorusky Драгічын, rusky Дрогичин).

## Administrativní dělení
Rajón se administrativně dělil na 14 venkovských rad (selsovětu) a 1 osadní radu (passovět): Asavjecký, Bězdzježský, Braševický, Vulkaŭský, Haloŭčycký, Hutaŭský, Dzjetkavický, Drahičynský, Zakozjelský, Imjaninský, Němjaržanský, Papinský, Radastaŭský, Chomský selsovět a Antopalská osadní rada.
V roce 2013 byl Haloŭčycký, Hutaŭský a Dzjetkavický selsovět zrušen, část sídel zrušených selsovětů byla přidělena Drahičynskému a Zakozjelskému selsovětu, zbytek půdy a sídel přešlo pod správu Antopalské osadní rady, která získala status selsovětu.

## Geografie
Rajón zaujímá rozlohu přibližně 1 855 km². Hraničí s Kobrynským, Bjarozaŭským, Ivanaŭským rajónem v Brestské oblasti na jihu se nachází státní hranice Ukrajiny.
Rovinatý terén a vlhkostní podmínky definuje říční síť rajónu. Na jeho území se nachází řeky Jaselda, Ňaslucha a Plěsa, které patří do povodí Dněpru. Tok řek je pomalý díky jejich mírnému sklonu. Zdroj vody v řekách je smíšený s převahou sněhu. Řeky jsou důležité pro přijímání vody při vypouštění močálů. Na území rajónu se nachází vodní cesta Dněpersko-bugský kanál.
Mezi hlavní typy vegetace patří lesy, louky a mokřady. Lesní porost zabírá 26 % území rajónu. Půdní skladbu rajónu především tvoří podzolové, hlinité, písčité, písčitohlinité půdy a rašeliny.

## Historie
Od roku 1795 byl rajón součástí Ruské říše Kobrynského újezdu Slonimské gubernie, od roku 1797 Litevské gubernie a od roku 1801 Hrodenské gubernie. V období první světové války (1915–1918) bylo území rajónu obsazeno německými vojsky.
V letech 1919—1920 a 1921—1939 byl rajónu pod kontrolou Polska a město Drahičyn bylo povětu Poleského vojvodství. Po vstupu západní Bělorusko k běloruské SSR v roce 1939 byla část rajónu přidělena Pinské oblasti. Od 25. června 1941 do 17. července 1944 byl rajón obsazen Němci. Rajón byl osvobozen vojsky 1. Běloruského frontu. V roce 1954 byl rajón začleněn do Brestské oblasti.

## Geologie
Rajón leží na mocné vrstvě sedimentů, která tvoří rozlehlou oblast zvanou Východoevropská platforma (též Ruská tabule). Po geologické stránce se rajónu nachází na západním okraji Poleského sedla a v jihovýchodní části Podlesko-Brestského sedla.
Krystalický základ se nalézá v hloubce 950 až 1600 m pod hladinou moře. Zvrásněný prekambrický fundament je na většině území překryt horizontálně nasedajícími usazenými horninami různé mocnosti svrchního proterozoika (starohory), paleozoika (prvohory) a kenozoika.
Mohutnost neogenních sedimentů dosahuje 40 až 60 m. Vývoj reliéfu v období druhohor byl charakterizován pomalým stoupáním a klesáním. U obce Bězdzjež se nacházejí ložiska křídy, ve kterých je možné nalézt pozůstatky dávných zkamenělých živočichů a rostlin.
Reliéfu rajónu je relativně plochý. Na severu rajónu se nachází jeho nejvyšší bod, který měří 178 metrů a je typický svými ledovcovými jezery v Zaharoddzje. Převládá nadmořská výška 10 až 15 m. Nejvyšší bod je seskupen ve směru vesnicí Kramno—Mikick—Dastojeva—Asněžycy a Drabaty—Vjarchusce—Bjarozavičy (několik vesnic leží v Ivanaŭském rajónu). Na severu Zaharoddzje protéká řeka Jaselda. Území je mírně zvlněné všude intenzivně podmáčené. Na zbývajícím území se rozkládá vodní ledovcová rovina s plochým povrchem. Rajón je na jihu bažinatý.
Na severu rajónu jsou rozšířena ložiska rašeliny, v blízkosti vesnice Kokoryca. Rajónu má malá ložiska stavebních materiálů — jílu, křídy a stavebního písku. Hlína slouží jako surovina pro výrobu cihel a stavební písek je požíván při stavbě silnic. Malá ložiska křídy leží na jihu obce Bězdzjež.

## Klima
Podnebí rajónu je mírně kontinentální s dominujícím vlivem mořských vzdušných mas a poměrně dlouhým létem (150 dní) a krátkou zimou (90—105 den). Cyklony v zimě přinášejí teplý vzduch, v létě převládá chladné a deštivé počasí. Střídání vzduchových mas různého původu v chladné polovině roku vytváří nestabilní počasí.
Průměrná rozdíl teplot vzduchu mezi nejteplejším a nejchladnějším měsícem je 23 °C. Průměrná roční teplota činí 7,4 °C. Průměrný roční úhrn slunečního svitu 87,6 kcal/cm². Nejchladnější měsíc je leden (−4,4 °C) a nejteplejší červenec (18,8 °C). Průměrná roční relativní vlhkost činí 78%, v nejchladnější části roku se blíží k 90 % a v teplém období k 60 %. Celková doba trvání světelných hodin za rok je 4 457 hodin, ve skutečnosti ale slunce svítí 1 880 hodin (zbytek času to je pokryto mraky). Rajón patří k oblastem s dostatečnou vlhkostí. Průměrné roční srážky jsou 548 mm.

## Doprava
Město Drahičyn leží 7 km od vlakového nádraží na lince Brest — Homel. Rajónem prochází silniční komunikace M10: hranice Ruské federace (hraniční přechod Selyšče) — Homel — Kobryn, R84: Bjaroza — Drahičyn, R136 Vajcešyn — Chomsk — Drahičyn a spojení Brest — Pinsk.

## Pamětihodnosti
Na území rajónu se nachází 12 archeologických památek, 24 architektonických památek, 72 historických a kulturních památek. Mezi nejvýznamnější historické a kulturní památky patří zahrady panství v obci Zakazjel, Kaplica a Pjerkavičy.
V obci Ljudvinava v letech 1858—64 žil slavná polská spisovatelka Eliza Orzeszkowa. Z památek republikového významu vynikají kostel Nejsvětější Trojice v obci Bězdzjež (1784), kostel Panny Marie v obci Vavuličy (1737), pravoslavný kostel svatého Jiří v obci Valavjel (1766) a kostel Panny Marie v obci Dzjetkavičy (1740).

## Významní rodáci
- Valjery Anatljevič Boroděňa — běloruský státník, předseda rozpočtu a financí stálého výboru Sněmovny reprezentantů Národního shromáždění Běloruské republiky

- Izrael Be'eri (1911 Drahičyn — 1972 Izrael) — izraelský rabín

- Valjery Paŭlavič Vakulčyk (Валеры Паўлавіч Вакульчык, 1964) — běloruský vojevůdce, předseda Výboru pro bezpečnost Běloruské republiky

- Pjotr Kondratěvič Grečko — doktor filozofie (Moskevská státní univerzita, 1991), kandidát filozofie (Moskevská státní univerzita, 1978), absolvent filozofické fakulty na moskevské státní univerzitě M. V. Lomonosovova (1970), absolvent deseti kurzů anglického jazyka na Moskevském státním institutu cizích jazyků M. Torezy (1981—1982)

- Vasil Ivanavič Žarko (Васіль Іванавіч Жарко, 1956) — běloruský státník, ministr zdravotnictví Běloruské republiky

- Uladzimjer Macvjejevič Zdanovič (Уладзімер Мацьвеевіч Здановіч, 1959) — běloruský státník, předseda Stálého výboru Sněmovny reprezentantů Národního shromáždění Běloruské republiky v oblasti vzdělávání, kultury, vědy a vědeckého a technického pokroku

- Ala Kanstancinaŭna Kabakovič (Ала Канстанцінаўна Кабаковіч, 1943—1985) — běloruská literární kritička, básnířka a překladatelka

- Dzmitry Kacjarynič (Дзьмітры Кацярыніч, 1957) — běloruský státník, generální ředitel minského automobilového závodu, 5. ministr průmyslu Běloruské republiky

- Hanna Mikalajeŭna Kislicyna (Ганна Мікалаеўна Кісліцына, 1967) — běloruský literární kritik, kandidát filologie (1993), dcera Aly Kanstancinaŭny Kabakovič

- Fjodar Danilavič Klimčuk (Фёдар Данілавіч Клімчук, 1935) — běloruský dialektolog a jazykovědec, historik, kandidát filologie, vedoucí výzkumný pracovník na Ústav jazykovědy Jakuba Kolase Národní akademie věd Běloruska, specialista na historii a dialektologii Polesí, byl vyznamenán Státní cenou Běloruské republiky v roce 2000 v oblasti humanitních a společenských věd

- Uladzimir Uladzimiravič Kožuch (Уладзімір Уладзіміравіч Кожух, 1953) — běloruský umělec

- Aljaksandr Aljaksandravič Kozak (Аляксандр Аляксандравіч Козак, 1952) — běloruský herec, divadelní umělec, zasloužený umělec Běloruské republiky, režisér a umělecký ředitel Brestské akademického činoherního divadla Leninova komsomolu Běloruska

- Nikolaj Arseněvič Kornatovskij (1902—1977) — sovětský historik, profesor historické fakulty Petrohradské státní univerzity

- Mikalaj Pjatrovič Kuzmič (Мікалай Пятровіч Кузьміч, 1950) — běloruský umělec a klenotník, zasloužený umělec Běloruské republiky

- Jakaŭ Sjamjonavič Malajčuk (Якаў Сямёнавіч Малайчук, 1944) — běloruský sborový dirigent, místní historik, zakladatel jediného muzea Ryhora Ramanaviče Šyrmy (Рыгор Раманавіч Шырма) v Bělorusku, který stojí v Pružanech

- Sjarhej Kanstancinavič Paŭlovič (Сяргей Канстанцінавіч Паўловіч, 1875—1940) — běloruský teolog, pedagog, překladatel, aktivista v oblasti církevního školství

- Illarion Nikolajevič Pěvcov (1879 Antopal — 1934) — ruský a sovětský herec a divadelní pedagog, lidový umělce RSFSR (1932)

- Arkadz Fjadosavič Ryljuk (Аркадзь Фядосавіч Рылюк, 1934 Lipniki) — běloruský chirurg, doktor lékařských věd, profesor

- Vasil Sakovič (1949) — běloruský státník, předseda kontrolního komory Běloruské republiky (1992—1996), mimořádný a zplnomocněný velvyslanec Běloruské republiky v Moldavské republice (2001—2009), doktor politických věd, profesor

- Ivan Andrejevič Sacharčuk (1949) — ukrajinský státník, starosta města Horlivka (2006—2012)

- Seweryn Wysłouch (1900—1968) — polský profesor, historik a právník

- Ivan Damianovič Snitko (1896 Chomsk — 1981) — sovětský inženýr, kontradmirál (1949), účastník první světové války, občanské války a Velké vlastenecké války, byl vyznamenán Leninovým řádem (1945), třemi Řády rudého praporu (1942, 1943, 1944), dvěma Řády rudé hvězdy a medailemi včetně té „Za obranu Leningradu“ (1942), strýc sovětského kinematografického herce, televizního pracovníka a veterán z druhé světové války Gleba Plaksina

- Faina Jefremovna Stavskaja (1890—1937) — sovětská revolucionářka židovského původu, odborářka a ředitelka Státní historické knihovny (1933—1937)

- David Bernard Steinman (1886—1960) — americký inženýr a stavitel mostů, projektant mostů ve Spojených státech, Pákistánu, Haiti, Kanadě, Itálii, Portugalsku, Iráku, Anglii, Brazílii, Thajsku, Jižní Koreji a Portoriku, je autorem slavného Mackinackého mostu ve Spojených státech

- Dmitrij Mironovič Stonov (1892—1962) — sovětský spisovatel židovského původu

- Serge Tannenbaum (1896—1969) — francouzský houslista, otec slavného francouzského herce a filmový režiséra Gérarda Ouryho, dědeček francouzské spisovatelky, režisérky, scenáristky a autorky dialogy Danièle Thompson, pradědeček francouzské spisovatelky a psycholožky Caroline Thompson a francouzského herce, režiséra a scenáristy Christophera Thompsona

- Mikalaj Mikalajevič Truš (Мікалай Мікалаевіч Труш, 1948 Mostki) — běloruský matematik, doktor fyzikálních a matematických věd (2000), profesor na Běloruské státní univerzitě (2000)

- Menachem Churavi (hebrejsky: מנחם חרובי‎; 1907 Antopal — 1983) — izraelský aktivista, jeden ze zakladatelů Bnej Akiva

- Mikalaj Mikalajevič Fjedzjukovič (Мікалай Мікалаевіч Федзюковіч, 1943 Hutava — 1997) — běloruský básník a překladatel

- Mikola Šeljahovič (bělorusky: Мікола Шэляговіч, polesky: Мыкола Шыляговыч; 1956) — běloruský aktivisté, v 80. letech byl iniciátorem a zastáncem zřízení Poleské autonomie

- Zalman Zeev Šochor (hebrejsky: זלמן זאב שחור‎; 1900—1981) — izraelská veřejně známá postava, předseda Svazu synagog v Tel Avivu, zakladatel a předseda synagogy „Památce mučedníků města Antopil“ (na památku Židů zavražděných během holocaustu) v centru Tel Avivu

- Emanuel Appelbaum (1894—1993) — americký lékař, specialista na infekční choroby, profesor na New York University

- Majsej Kalinikavič Juskavjec (Майсей Калінікавіч Юскавец, 1898—1969) — běloruský vědec v oboru veterinární medicíny, akademik běloruské akademie věd (1950), akademik Akademie zemědělských věd běloruské SSR (1957—1961), doktor veterinárních věd (1941) a profesor (1943), zasloužený vědec běloruské SSR (1958)

- Lipa Jacholom (hebrejsky: ליפא יהלום‎; 1913—2006) — izraelský krajinný designér a architekt, vítěz Izraelské ceny